# Bomberman Jetters
Bomberman Jetters (ボンバーマンジェッターズ, Bonbāman Jettāzu?) é um anime baseado na popular série de vídeo game Bomberman, criado pela Hudson Soft. O show teve um total de 52 episódios no Japão, onde foi transmitido pela TV Tokyo. A trilha sonora foi composta por Kazunori Maruyama.

## História
Os Jetters são um tipo de polícia espacial que tem que lutar sempre contra seus rivais, a HigeHige-Dan (bandidos espaciais). Os Jetters são compostos por White Bomber, Shout, Birdy, Gango e Bongo. O fundador dos Jetters, professor Lein, depois do desaparecimento do Mighty (ex-capitão dos Jetters), fez com que White Bomber(Shirobon), seu irmão mais novo, ficasse em seu lugar, ou seja, White Bomber só entrou na equipe por que era preciso ter um bomberman na equipe.

## Sinopse
Mighty, Lendário Bomberman e o líder do Jetters, uma força policial intergaláctica altamente treinados para manter itens exclusivos de segurança dos bandidos Hige-Hige, desaparece durante uma missão
Dr. Ein aceita então, o irmão mais novo Mighty, White Bomber (Shirobon - em japonês) nos Jetters porque eles precisam de um Bomberman para a equipe. White Bomber é desajeitado e infantil, mas idolatra seu irmão mais velho. Depois de assumir seu lugar como o Bomberman do Jetters, White Bomber e o resto dos Jetters vivem muitas aventuras, para frustrar os planos de Bagura (líder dos Hige-Hige-dan) que tenta roubar um objeto Único no Universo, fazendo com que tal preciosidade retorne ao legítimo proprietário.

## Personagens

### Jetters
- Shirobon(White Bomber) - Um Bomberman nativo do planeta Bomber. Shirobon é muito desajeitado e bastante denso. Ele destrói as coisas por acaso, em nítido contraste com o seu poderoso irmão mais velho. Seus pequenos acidentes tendem a fazer uma crítica situação pior, para grande frustração Shout.  Ele também se gaba interminavelmente sobre qualquer realização, não importa o quão pouco. Shirobon pode atrapalhar algumas vezes, mas ele sempre significa bem, e sempre tenta ajudar. Diz-se que ele tem dez anos. Shirobon parece não ficar zangado com qualquer irritação que ocorre a ele. Juntou-se para a Jetters no episódio 2, graças à relação de Momo com o Dr. Ein.
- Shout É líder do Jetters, que preencheu o posto de Mighty após o seu desaparecimento. Ela é também o único membro feminino da Jetters.Shout "adotou" Shirobon, pois não havia onde residir no Planta Jetterz, mas ela realmente gosta dele como um irmão. Ela ainda disse que quando ele fica mais velho, ele vai levar Jetters, assim como Mighty. Sua mãe morreu em um acidente de vôo espacial quando era um bebê. Sua idade é desconhecida, mas ela parece ser aproximadamente a mesma idade que Shirobon. Em seu modo de civis, funciona um restaurante de ramen.
- Gangu  Um robô criado pelo Dr. Ein. Ele é um robô único que detém modificações em seu corpo para ajudar o Jetters. Ele odeia quando Bongo modifica-o, especialmente para cozinhar. Ele não se lembra quando ele foi criado ou que o criou, e tem um sonho recorrente sobre a luta e derrotar um robô gigante. Um dia, quando ele perguntou em voz alta, Dr. Ein admite a ele, e disse-lhe elaborar uma história sobre o motivo de sua criação, após o que a história foi contada a Gangu o Dr. Ein disse que era tudo mentira.
- Bongo  Um peludo, inventor de grade porte de planeta Dodonpa que ajuda Dr. Ein e gosta de modificar Gangu, na maior parte sem permissão Gangu. Além disso, como a maioria de sua espécie, ele gosta de curry e termina suas frases com "bongo". Embora ele não se parecesse com ele, ele é realmente um príncipe real. Seu nome Real é Sarusamanbo Kongaragaccha Bosanovavitch Bongoro Dodonpa XXXIV.
- Birdy  Uma ave antropomórfica e um membro da Jetters e amigo de Mighty. Birdy é um lutador competente e raramente revela suas emoções, mas perde as estribeiras facilmente. Como seu trabalho é ser um motorista de táxi. Ele é misterioso e sai por ele mesmo, mas nenhum dos outros Jetters sabe o que ele faz ou aonde vai quando ele "sai". Birdy pode lutar bem e pode dar asas saem de suas costas para voar, e ele pode jogar penas afiadas.
- Mighty - Irmão de Shirobon, conhecido como o lendário bomberman, que carrega uma semelhança impressionante com Bomberman original. Mighty tem um visor de prata que cobre o olho direito, usa uma capa vermelha e tem as sobrancelhas ligeiramente mais espessas e tem dedos, mas essas são as únicas grandes diferenças entre ele e Shirobon. Diferente de Shirobon, ele tem uma personalidade fria e um forte senso de justiça. Mais tarde é revelado que seu avô usava roupas semelhantes. Mighty e Shirobon também compartilham de uma ligação muito estreita de irmão. obtendo assim alguns dos traços da personalidade de Shirobon. Ele é especializado no uso da bomba do trovão. Após seu breve retorno ao Planeta Bomber no episódio de 1 como guarda Cosmo Diamond, onde feriu-se gravemente, ele foi em uma nova missão no planeta Nonbiri. Depois que o navio Jetters tinha aterrado no planeta Nonbiri, Mighty levou lutou contra forças higehige por conta própria, mas após a última base tinha sido destruída, desapareceu. No flashback Zero, foi mostrado que Mighty foi danificado em um ataque armado por Modu Gajyeoga e Zero havia penetrado sua ferida para obter dados de combate. Porém, antes, Mighty destruiu a base final com seu próprio ataque. Na transmissão Zero de Mighty momento final, foi mostrado que Mighty tentou dar Shirobon seu bombstar 7, antes de destruir a base, mas ele só tinha 6 bombstars.
- Dr. Ein - O cientista que fundou o Jetters. Ele tem uma tendência irritante para assuar o nariz em qualquer pedaço de papel nas proximidades, incluindo cartas de demissão, o que, compreensivelmente, a grande confusão. Ele também tem uma fraqueza por Momo, avó de Shirobon e Mighty. Muitas vezes considerado como uma personagem engraçado, mesmo ele realmente tem um lado sério. Ein conoca os Jetters quando há missões. Dr. Ein também vibra na sua relação com Momo em várias ocasiões.

### Hige-Hige
- Bagura - Bagura (Mais conhecido como Bagular) é líder dos Hige-Higes, com o objetivo de coletar qualquer objeto universalmente único. Ele não é realmente mal, e foi grande amigo do fundador da Jetters, o Dr. Ein, mas estavam divididos por uma intensa rivalidade pelo afeto de Momo, avó de Mighty e Shirobon. Mais tarde os episódios, é revelado que Bagura fora traido pelo sinistro Dr. Mechadoc, que começa a controlar o Hige Hige-dan. Ele se assemelha a um grande bomberman velho com uma letra B na testa e usa um monóculo de ouro sobre seu olho esquerdo e tem um cinto, luvas e uma capa vermelha. No Japão ele é conhecido com Bagura-sama.
- Mechadoc - Mechadoc (Mecado em japonês) é o cérebro da Hige-Hige-dan, sendo o criador de MAX, Zero e outros protótipos que foram baseados no estilo de combate de Mighty. Inicialmente Mechadoc parece inofensivo assim como Mujoe, mas com o tempo ele demonstra ser o verdadeiro vilão da história, controlando todos os Hige-Higes com um vírus e capturando Bagura. Sua aparência é verde, pequen e com parte lado esquerdo do seu corpo mecânico, aparecendo seu cérebro. Na batalha final, Mechadoc transforma-se em uma espécie de bomberman muito forte, e luta contra vários Bombermans, inclusive Shirobom.
- Mujoe - General dos Hige-Hige-dan e antigo amigo de Bagura. Ele comanda muitas missões contra os Jetters, apesar de quase sempre perder. Mujoe tem uma aparência peculiar: Usa óculos escuros com a armação rosa, é moreno, com o corpo forte e cabelo loiro. No seu flashback com Bagura, mostra que ele era branco e seu cabelo era negro, mas quando ele perdeu quase tudo, Bagura o ajudou e os dois fundaram o Hige-Hige-dan. Mujoe até age como uma figura paterna rigorosa para Mermaid Bomber em Bomberman Jetters, assim como o Rei Tritão foi para Ariel na franquia A Pequena Sereia da Disney.
- Mermaid Bomber - também conhecida anteriormente como Bomber Mermaid, é uma personagem feminina com temática aquática que se originou no jogo Bomberman Online e no anime Bomberman Jetters e na adaptação de videogame da franquia Bomberman. No entanto, ao contrário da maioria dos personagens de sereia, ela tem um par de pernas de peixe. Ela também tem uma enorme e fofa barbatana dorsal robótica na parte de trás de seu vestido de peixe. A única vez que a vemos oficialmente como uma sereia tradicional com cauda de sereia rosa é quando ela salta do oceano para se tornar humana em terra durante o combate, assim como no conto de fadas original da Pequena Sereia, de Hans Christian Andersen. Ela lembra alguns fãs do Western Bomberman de Ariel da franquia Pequena Sereia da Disney. Em Bomberman Jetters em geral, ela pode ser egoísta e irritante com outras pessoas, como Shout, White Bomber e até Mujoe, que ela vê como seu pai humano adotivo, mas na realidade até ela também tem um lado solitário, pois está cansada de se sentir excluído, por ser um bombardeiro com tema de sereia. Embora ela tenha um interesse amoroso não correspondido por Birdy, infelizmente ele não pode viver com ela permanentemente no mar porque é um alienígena terrestre. Caso contrário, ele se afogaria debaixo d'água. Mujoe até age como uma figura paterna rigorosa para "Mermaid Bomber" no anime Bomberman Jetters, assim como o Rei Tritão foi para Ariel na franquia A Pequena Sereia da Disney.
- Flame Bomber é um personagem bombardeiro com tema de fogo que se originou do Bomberman Jetters Anime e Adaptação de Videogame da franquia Bomberman. Ele tem uma personalidade infantil e geralmente não leva seu papel de vilão a sério e vê a luta contra inimigos como um jogo. Ele também lembra alguns fãs ocidentais de Bomberman de "Chama" da franquia Ben 10 do Cartoon Network.
- Thunder Bomber, originalmente do jogo Bomberman Online (2001), é um personagem Bomber com tema relâmpago do anime e videogame Bomberman Jetters. Ele é o líder mais feroz e sábio da equipe Bomber Shitennou. Ele parece ser o mais maduro do Bomber Shitennou, senão o mais paranóico: onde seus irmãos jogam ou fazem amizade com seus rivais, Thunder Bomber leva seu trabalho a sério. Ele respeita Mujoe e se preocupa com Grand Bomber quando ele não apenas faz amizade com White Bomber, mas até considera se juntar aos Jetters. Convencido de que Max está tentando expulsar Mujoe do emprego, ele até afirma que é uma conspiração! O campo de batalha do Thunder Bomber nunca é mostrado fisicamente no anime, mas é um estádio eletrônico nos videogames.
- Grand Bomber é um personagem bombardeiro com tema de rock no anime Bomberman Jetters e na adaptação do videogame. Ele é um membro bombardeiro gigantesco do Bomber Shitennou que é amigável com outros como Shout, White Bomber e até Mujoe. Seu campo de batalha é uma fazenda no anime, mas é um subterrâneo nos videogames. No entanto, Grand Bomber é o menos inteligente do grupo, sendo facilmente confundido pelo que os outros dizem, embora ele tenha inteligência. No entanto, ele é mais maduro do que Flame e Mermaid e até mesmo Thunder Bomber e é o membro mais amigável, gentil e benevolente do Shitennou. Ele revela que quer ser um fazendeiro de arroz pacífico em vez de ter que lutar pelo Hige Hige. No geral, ele pode ser um membro gigantesco e de aparência perigosa da equipe Bomber Shitennou, mas ainda é uma pessoa surpreendentemente amigável, porém solitária, que quer fazer amizade com outras pessoas, como Shout e White Bomber.